# Браун, Гордон
Джеймс Гордон Браун (англ. James Gordon Brown; род. 20 февраля 1951, Гиффнок, Шотландия) — британский (шотландский) политический и государственный деятель, лейборист, премьер-министр Великобритании с 27 июня 2007 по 11 мая 2010 года.

## Биография
Родился 20 февраля 1951 года в Гиффноке в семье пресвитерианского пастора.
Среднее образование получил в школе города Керколди, где обучался по экспериментальной программе, в соответствии с которой ученики распределялись согласно индивидуальным способностям. Благодаря этой ускоренной программе позднее он был принят на историческое отделение Эдинбургского университета в возрасте 16 лет и закончил его с отличием в 1972 году со степенью магистра. Имеет учёные степени магистра (1972) и доктора в области истории (1982; докторская работа посвящена истории Лейбористской партии и политических реформ в Шотландии в 1918—1929).
С молодых лет был активистом Лейбористской партии, начав участвовать в её деятельности в возрасте 12 лет.
В 1970-е за радикальные левые взгляды получил прозвище «Красный Горд». Затем изменил взгляды в сторону политического центра.
В 1972 году, будучи ещё студентом, Г. Браун был избран ректором Эдинбургского университета (третий по значимости пост в шотландских университетах, занимающее эту должность лицо представляет интересы студентов) и оставался им вплоть до 1975 года.
В юности Гордон Браун получил удар по голове во время игры в регби, в результате чего его у него началась отслойка сетчатки. Браун полностью ослеп на левый глаз, несмотря на несколько операций и недели, проведённые в тёмной комнате. Позднее, играя в теннис в Эдинбурге, Браун испытал схожие симптомы в правом глазу. Браун подвергся экспериментальной хирургичекой операции в Эдинбургском королевском госпитале и его зрение в правом глазу было сохранено юным хирургом Гектором Чавлой.  В связи с этим, его почерк часто бывает неразборчивым, что иногда приводит к курьёзным последствиям.
- В 1972—1975 годах — ректор Эдинбургского университета (в Шотландии ректор представляет интересы студентов и избирается ими, как правило, на три года; функции руководителя университета исполняет вице-канцлер). После окончания университета работал в нём временным лектором.
- В 1976—1980 годах был преподавателем политологии в Технологическом колледже Глазго.
- В 1979 году впервые баллотировался в парламент, но проиграл кандидату от Консервативной партии.
- В 1980—1983 годах — корреспондент, редактор отдела международных отношений на шотландском телевидении.
- С 1983 года — член парламента от Восточного Данфермлайна.
- В 1983—1984 годах — председатель Лейбористской партии в Совете Шотландии.
- В 1987—1989 годах — главный секретарь казначейства Великобритании в «теневом» кабинете министров.
- В 1989—1992 годах — министр торговли и промышленности «теневого» кабинета министров.
- В 1992—1997 годах — «теневой» министр финансов (Канцлер казначейства).
- В мае 1997 — июне 2007 — министр финансов (Канцлер казначейства Великобритании) в лейбористском правительстве Тони Блэра (самое долгое непрерывное пребывание на этой должности с 1820-х годов). С деятельностью Брауна связывают экономические успехи правительства в этот период.

Будучи соратником Блэра, Браун в то же время считался его основным соперником. Одним из главных разногласий между ними называли вопрос о вступлении Великобритании в зону евро: Браун относился к этой идее гораздо более скептически, чем премьер-министр.
- 24 июня 2007 года без соперничества избран лидером Лейбористской партии вместо Тони Блэра.
- 27 июня 2007 года назначен Королевой Елизаветой II премьер-министром Соединённого Королевства.

В 2007 году Браун назвал в интервью на радио список из своих любимых книг; первой в списке оказалась детская стихотворная книжка с картинками «Улитка и кит» Джулии Дональдсон.
Имеет репутацию умеренного евроскептика, принадлежит к социал-демократическому крылу Лейбористской партии (в отличие от социал-либерала Блэра).

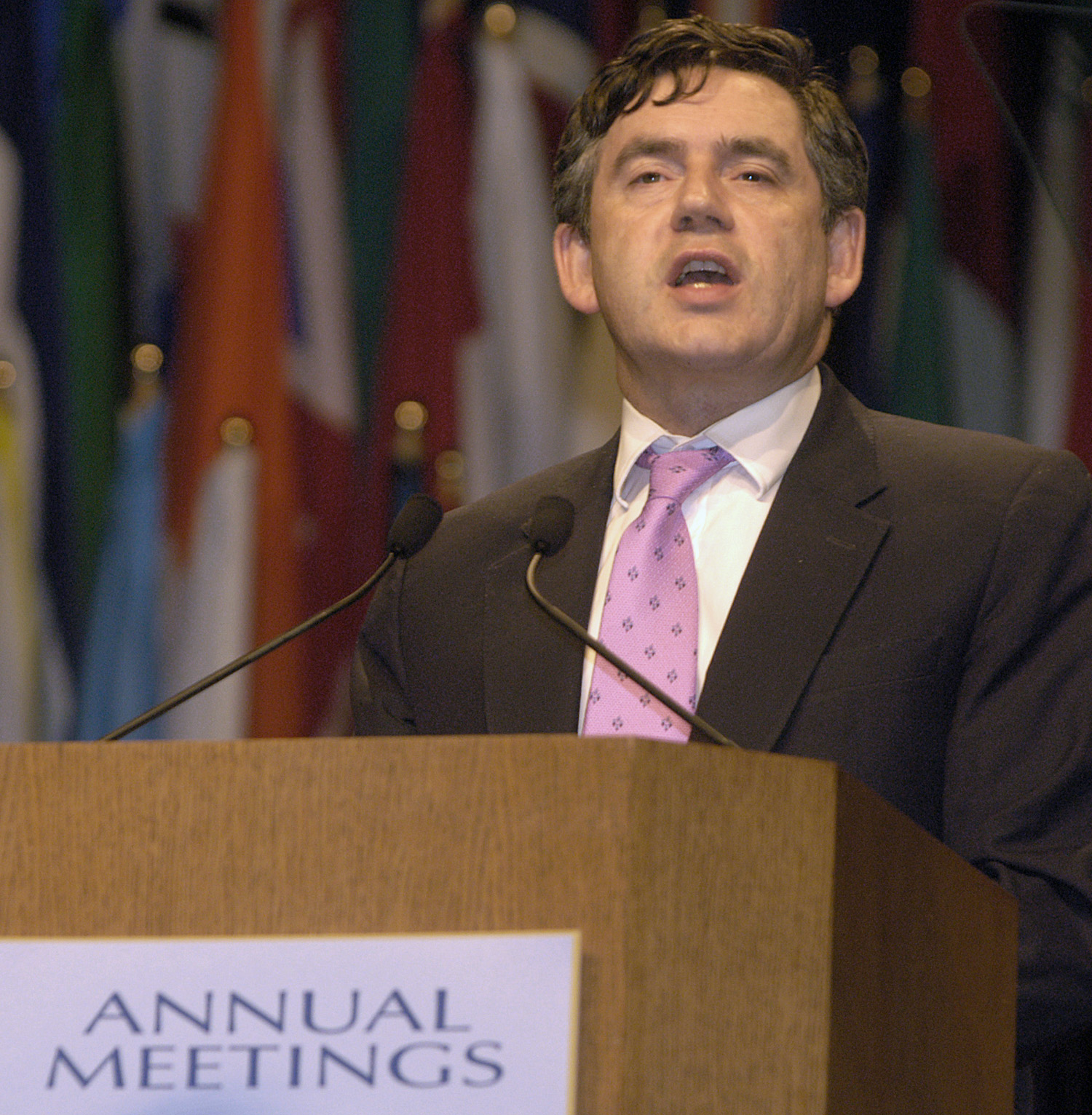
Гордон Браун выступает на ежегодном собрании Всемирного банка/МВФ в 2002

Брауна в шутку называли «Груффало британской политики» (англ. the Gruffalo of British politics) по имени главного героя популярной английской книжки с картинками «Груффало» 1999 года.
Почётный доктор Университета Роберта Гордона (2003).

## Премьерство
Пребывание Гордона Брауна на посту премьер-министра началось 27 июня 2007 года, когда он принял предложение Королевы сформировать правительство, заменив собою подавшего в отставку Тони Блэра.
Первые недели премьерства Брауна ознаменовались рядом инициатив, которые были восприняты позитивно: строительство нового дешёвого и экологичного жилья в британской провинции и на бывших военных полигонах, новый комплекс конституционных мер для обеспечения прозрачности и ответственности властей перед народом, предложения по реформированию международных институтов, более сдержанные и деловые отношения Лондона и Вашингтона (при продолжении участия в операциях в Ираке).
Первым серьёзным испытанием для правительства стал начавшийся в сентябре 2007 года кризис банка Northern Rock: Банк Англии был вынужден пойти на беспрецедентные финансовые вливания в размере 25 миллиардов фунтов стерлингов, которые в итоге так и не смогли удержать Northern Rock на плаву, и в феврале 2008 года он был национализирован.
До 6 октября 2007 года сохранялась неопределённость в отношении его возможного намерения (решения) провести досрочные выборы, что послужило основанием для оппозиции обвинять его в нерешительности и слабости.
Решительные действия правительства осенью 2008 года, в условиях развития мирового экономического кризиса, по мнению политических обозревателей, способствовали осенью 2008 года значительному росту рейтинга премьер-министра Брауна, действия которого, направленные на спасение банковской системы, стимулирование бизнеса и спроса получили одобрение как в Британии, так у руководства иных стран. 23 января 2009 года национальное статистическое ведомство Великобритании сообщило о том, что в четвёртом квартале 2008 года ВВП Великобритании сократился на 1,5 % по сравнению с предыдущим кварталом, что означало официальное вхождение экономики Великобритании в рецессию: падение ВВП в четвёртом квартале 2008 года составило 1,5 %, в третьем квартале того же года снижение составило 0,6 %.
15 июня 2009 года объявил о проведении расследования в связи с войной в Ираке, заявив, что оно исследует роль страны в войне; характер расследования критиковался оппозицией. 5 марта 2010 года лично давал показания на расследовании, сказав, что был осведомлён об основных решениях Тони Блэра по войне и считает, что война была «правой» и что разведывательные доклады убедили его, что Ирак представлял угрозу, с которой надо было бороться.

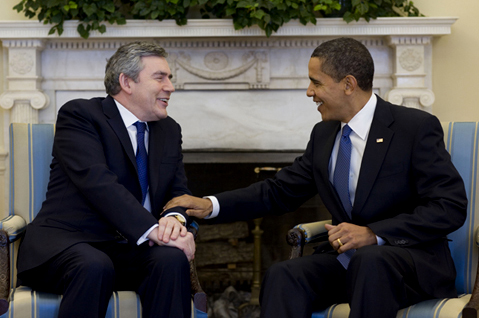
Гордон Браун и Президент США Обама в Белом доме, 3 марта 2009 года

10 сентября 2009 года от имени британского правительства премьер-министр Гордон Браун принес официальные извинения за преследования известного английского математика и гея Алана Тьюринга (в 1952 году его приговорили к химической кастрации, а в 1954 году он покончил с собой), назвав его «одной из самых известных жертв гомофобии». В этом же году однополым парам было разрешено усыновлять детей в Шотландии.
6 января 2010 года 2 бывших члена лейбористского кабинета, Патриция Хьюитт и Джефф Хун, совместно призвали провести тайное голосование о лидерстве Брауна в партии; но их призыв не получил широкой поддержки в партии и не имел успеха.
За несколько дней до завершения избирательной кампании, Браун был вовлечён в скандал в связи с попавшей в прессу записью его слов, сказанных в раздражении приватно в своём автомобиле о пожилой женщине, с которой он перед тем беседовал в присутствии прессы; его попытки посредством извинений заручиться поддержкой обиженной им избирательницы, ранее голосовавшей за лейбористов, оказались безуспешными.

### Министры его кабинета
- Премьер-министр Великобритании, первый лорд казны, министр гражданской службы — Гордон Браун.
- Министр финансов — Алистер Дарлинг.
- Министр иностранных дел — Дэвид Милибэнд.
- Министр юстиции и лорд-канцлер — Джек Стро.
- Министр внутренних дел — Алан Джонсон.
- Министр обороны — Роберт Эйнсворт.
- Министр здравоохранения — Эндрю Бернхэм.
- Министр охраны окружающей среды, продовольствия и по вопросам сельскохозяйственного развития — Хилари Бенн.
- Министр международного развития — Дуглас Александер.
- Первый государственный секретарь, лорд-президент Совета и министр по вопросам бизнеса, инноваций и квалификаций — барон Питер Мандельсон.
- Министр транспорта — барон Андрю Эдонис.
- Министр по делам общин и местному самоуправлению — Джон Денам.
- Министр по делам детей, школ и семьи — Эд Боллз.
- Министр труда и по делам пенсий — Иветт Купер.
- Министр по делам Северной Ирландии — Шон Вудуорт.
- Лидер палаты общин, министр по делам женщин, лорд-хранитель печати — Харриет Харман.
- Министр энергетики и изменения климата — Эд Милибэнд.
- Министерство культуры, средств массовой информации и спорта — Бенджамин Брэдшоу.
- Лидер палаты лордов и канцлер герцогства Ланкастерского— Дженет Энн Ройял, баронесса Блейздон
- Министерство финансов Великобритании, генеральный секретарь — Лиам Бирн.
- Министр по делам Уэльса — Питер Хэйн
- Министр по делам Шотландии — Джим Мёрфи
- Министр по делам Африки, Азии и ООН — Маллоч Браун
- Генеральный прокурор — Баронесса Шотландская
- Главный организатор работы парламентской фракции — Джефф Хун
- Министр по делам Олимпийских игр и Лондона — Тэсса Джоуэл
- Главный секретарь министерства казначейства — Энди Барнхэм

### Действия после выборов 2010 года. Отставка
По результатам всеобщих выборов, прошедших в Соединённом Королевстве 6 мая 2010 года, ни одна партия не набрала абсолютного большинства (более половины) мест в Палате общин: консерваторы получили 306 мандатов (на 97 мандатов больше по сравнению с выборами 2005 года), Лейбористская партия — 258 мандатов (минус 91 место по сравнению с прошлыми выборами); возникла ситуация подвешенного парламента. 7 мая 2010 года Браун указал, что не намерен уходить в отставку.
Вечером 10 мая 2010 года, после не вполне успешных переговоров о формировании коалиции между консерваторами и либеральными демократами, Браун заявил о намерении уйти в отставку, дабы дать возможность его партии сформировать коалицию с консерваторами.
Вечером 11 мая 2010 года объявил о своём уходе с постов главы правительства и лидера Лейбористской партии и подал Королеве прошение об отставке с поста премьер-министра. В тот же вечер предложение Королевы о формировании правительства получил Дэвид Камерон, который объявил о намерении сформировать правящую коалицию с либерал-демократами.

## Личная жизнь

### Семья
Гордон Браун не был женат до 49 лет, что породило слухи о его нетрадиционной сексуальной ориентации, которые ему пришлось публично опровергнуть. При этом в студенческие годы у него был роман с однокашницей кронпринцессой Маргаритой Румынской. 3 августа 2000 года после четырёх лет ухаживаний он женился на специалисте по связям с общественностью Саре Маколей (Sarah Macaulay). Их первый ребёнок — дочь Дженнифер Джейн Браун (28.12.2001—07.01.2002, умерла от внутримозгового кровоизлияния в 10-дневном возрасте). Сын Джон родился в 2003 году. Второй сын Джеймс Фрейзер родился 17 июля 2006 года, а 29 ноября 2006 года было объявлено о том, что ему поставили диагноз «фиброзно-кистозная дегенерация».

### Религия
Браун является членом Церкви Шотландии.